# Horacio Hermoso Araujo
Horacio Hermoso Araujo (Sanlúcar de Barrameda, 1900 - Sevilla, 29 de septiembre de 1936) fue un político republicano español, miembro de Izquierda Republicana. Alcalde de Sevilla en el momento del golpe de Estado de julio de 1936, fue detenido inmediatamente y fusilado por los sublevados el 29 de septiembre.

## Biografía
En 1926 se casó con Mercedes Serra Cubas, de esa unión nacieron Horacio, en 1927 y Mercedes en 1929. Hermoso era vecino en el por entonces recién creado barrio del Tiro de Línea y accedió a la alcaldía tras las elecciones legislativas de febrero de 1936, sustituyendo al anterior alcalde Isacio Contreras Rodríguez. La corporación municipal estaba compuesto por treinta concejales del Frente Popular (Izquierda Republicana, 5 concejales; Unión Republicana, 15 concejales; Partido Comunista de España, 5 concejales; Partido Socialista Obrero Español, 5 concejales), frente a veinte de la oposición.
En el corto periodo de tiempo en que dirigió el ayuntamiento, se enfrentó a tres problemas fundamentales de índole local:
- Las graves inundaciones de febrero de 1936. Estas fueron ocasionadas por importantes lluvias primaverales y la subida en el nivel del río Guadalquivir. Los daños más importantes se produjeron en los barrios de la Alameda de Hércules, Heliópolis, Torreblanca, Amate, Cerro del Águila, Tiro de Línea y Miraflores, donde el sanatorio siquiátrico allí situado quedó completamente aislado por la crecida de las aguas.[4]

- La mala situación económica consecuencia de las deudas originadas por la Exposición Iberoamericana de Sevilla (1929). En unas declaraciones realizadas a Unión Radio Sevilla en marzo de 1936, planteó este tema ante todos los sevillanos y sugirió como posible solución la renovación del contrato establecido con el Banco de Crédito Local que suponía el embargo de los ingresos municipales así como el establecimiento de negociaciones con el Estado para que este se hiciera cargo de la deuda que en su mayor parte procedía de gastos extraordinarios realizados durante la etapa de la dictadura de Primo de Rivera.[5]

- La celebración de la Semana Santa, pues diferentes intereses intentaron boicotearla. Finalmente las procesiones se pudieron celebrar vigiladas por numerosos policías para asegurar el orden.

Fue fusilado el 29 de septiembre del mismo año en el cementerio de San Fernando, al igual que otros 17 concejales de la ciudad, por los militares sublevados dirigidos por Queipo de Llano, pocos meses después del inicio del golpe de Estado de julio de 1936 y de la guerra provocada por el golpe militar.

## Homenajes
El 18 de julio del 2006, con motivo del 70.º aniversario de su detención y posterior fusilamiento, el ayuntamiento de Sevilla acordó colocar un pergamino como recuerdo y homenaje a su figura. Los días 11 y 12 de abril de 2019, el Ayuntamiento de Sevilla celebró un homenaje a los miembros de la Corporación Municipal de Sevilla en 1936.
En 2021 se estrenó una cinta documental, "Horacio, el último alcalde", hace un recorrido por la trayectoria de este sevillano. El escritor Antonio Fuentes escribió en su primera novela histórica, "La huella borrada", que recupera del olvido la figura del último alcalde republicano de Sevilla.